# Oligia tripunctata
Oligia tripunctata là một loài bướm đêm trong họ Noctuidae.